# Thalassianthidae
Thalassianthidae é uma família de cnidários antozoários da infraordem Thenaria, subordem Nyantheae (Actiniaria).

## Géneros
- Actineria Blainville, 1834
- Cryptodendrum Klunzinger, 1877
- Heterodactyla Ehrenberg, 1834
- Thalassianthus Rüppell & Leuckart, 1828